# Dicranomyia (Dicranomyia) aurantiothorax
Dicranomyia (Dicranomyia) aurantiothorax is een tweevleugelige uit de familie steltmuggen (Limoniidae). De soort komt voor in het Neotropisch gebied.